# União da Vila Rio Branco
União da Vila Rio Branco é uma escola de samba de Jundiaí, São Paulo.

## História
A União da Vila Rio Branco foi fundada na terça-feira de carnaval de 1988, tendo como cores o vermelho, azul e branco.
Seu símbolo é composto pelos peixes, a coroa e o pandeiro.
Sua Bateria Ritmo na Veia  já ganhou diversos prêmios de estandarte de ouro e de melhor bateria do interior de SP pela FESEC
Tem um tricampeonato consecutivo entre 2001 à 2003, . Dividiu o título com a Arco-Íris em 2006 .

O Grêmio Recreativo Escola de Samba União da Vila Rio Branco é uma das mais tradicionais escolas de samba de Jundiaí. Fundada em 28 de fevereiro de 1988, tem sua sede na Avenida Itatiba, 445, no bairro Vila Rio Branco.
O nome União da Vila Rio Branco faz uma referência aos seus fundadores, que eram moradores no bairro do mesmo nome, as cores vermelho, azul e branco representam o sangue que corre nas veias da nossa bandeira, as águas e a paz. Os símbolos do nosso pavilhão são: os peixes, uma homenagem ao rio Jundiaí; o pandeiro representa o samba; a coroa, simboliza a nobreza do samba; os louros, as vitórias; e as estrelas, os títulos. Desfilou pela primeira vez em 1989, e após dois anos de sua fundação, em 1990, veio à alegria maior para a Vila, assim carinhosamente chamada por seus componentes, foi campeã com o enredo “A Vila dos encantos e magia”.
Passaram se dez anos sem títulos, mas nem por isso a escola deixou de crescer, foi uma década de várias conquistas, vice-campeonatos, e a melhor e maior bateria de Jundiaí com cento e vinte ritmistas. Em 2000 foi batizada pelo Grêmio Recreativo Cultural Escola de Samba X-9 Paulistana, uma agremiação conceituada e respeitada no samba Paulistano. Esse evento marcou a Vila, não só por lhe ser conferida maior respeitabilidade e compromisso com o samba, mas também, por ter sido a primeira escola a trazer uma postura mais profissional para o carnaval de Jundiaí. Ainda neste ano, São Jorge foi escolhido o Padroeiro da Agremiação e Sílvio Carioca compôs o samba de exaltação... “Ele é São Jorge Guerreiro é protetor de demanda, é protetor padroeiro do meu terreiro de bamba...” de arrepiar.
Diante de todo o trabalho em 2001 com o tema “Tomé Zabele brilha no céu uma estrela negra” a Vila conquista o campeonato e, ainda foi consagrada como melhor bateria do interior, prêmio este conferido pela FESEC – Federação das Escolas de Samba e Entidades Carnavalescas da cidade de São Paulo. A felicidade e as recompensas de todo esse esforço, não pararam e vieram com uma força tão grande que em 2002 e 2003 com os enredos “Também graças a mim o Brasil se tornou grande” e “Há 100 anos o lazer é fundamental para uma vida saudável”, marcam o merecido tricampeonato conquistado por esta entidade guerreira.
A Vila sempre conhecida como pioneira, teve a honra de ser a primeira e única escola de samba de Jundiaí a desfilar no Anhembi no desfile das campeãs do interior do estado de São Paulo. Ainda, marcando esse pioneirismo, em 2004 na quadra da União da Vila foi realizado o curso para formação de casais de Mestre-Sala e Porta-Bandeira, pela AMESPBEESP - Associação de Mestres-Salas, Porta-Bandeiras e Estandartes do Estado de São Paulo em parceria com o 1º casal da Vila. A quadra da agremiação sempre foi palco para eventos importantíssimos para o samba da cidade de Jundiaí e nela foram realizados: o Seminário Sambístico, nesse esteve presentes pessoas ilustres do samba paulistano e também as coirmãs da cidade de Jundiaí, esse evento foi com o objetivo de capacitar e aprofundar o conhecimento dos segmentos importantes e significativos de uma escola de samba e, foram realizadas palestras sobre Harmonia, Bateria, Mestre-sala e Porta-bandeira, Carnavalesco, Enredo, Jurados e Diretor de carnaval. Na sequência aconteceu o encontro de pavilhões, mais um evento importante tanto para o samba quanto para o carnaval de Jundiaí.
Outro momento marcante e emocionante foi em 2006 com o tema “GRENDACC, 10 anos de glórias, alegrias e conquistas”, com esta homenagem ao Grupo em Defesa da Criança com Câncer, veio mais um campeonato.
Com a reforma da quadra da Vila em 2009 uma onda de otimismo, resgate da autoestima e realização de sonhos dominaram, ainda mais, todos os segmentos da escola se tornando um marco na história da agremiação e do carnaval de Jundiaí. No ano de 2009 a Vila trouxe como enredo “A cada gota de lágrima a raiz se fortalece, Vila 20 anos de glórias alegrias e conquistas”, em comemoração aos 20 anos foi presenteada com o documentário “20 anos de União da Vila Rio Branco - ... aqueles que fazem o carnaval!”, realizado por Luciana Araújo, um belo trabalho que delineou parte da história da querida Vila.
Dentre as conquistas e os vários prêmios, destacam-se o campeonato na cidade de Paulínia e o terceiro lugar no carnaval de Tatuí. Desde 2010, quando os apresentadores Kiko Bigotti e Monica Barranqueiros, foram gravar para os programas que apresentam no canal 25, se encantaram com a Vila e com a comunidade, a partir daí não deixaram mais a escola e todo ano desfilam.
Em 2011, novamente a alegria tomou conta dos componentes dessa escola tão querida, mais um campeonato com o enredo “A Vila canta impérios africanos”.
Não bastasse a alegria do título a bateria e componentes da Vila foram convidados para fazerem parte do clip da banda LOCOMOTROM com a música “De cima pra baixo”, nesse clip a quadra da escola foi um dos cenários utilizados pelos músicos, e numa mescla de sons e imagens entra a bateria “Ritmo na veia” sensacional... mais uma vez um convite inusitado que enriqueceu ainda mais a história dessa escola.
Há muitos anos o conceituado bloco carnavalesco Refogado do Sandi desfila na Vila e, além de fazer parte da história do carnaval de Jundiaí, também faz parte da história da Vila, por isso em 2012 foi homenageado com o enredo “Abrem-se os portais porque a festa vai começar. Vem ai a Vila alada ao Refogado do Sandi festejar o povo de Jundiaí”, um dos melhores desfiles da Vila.
Com um passo sempre à frente a Vila proporciona e promove encontros e apresentações em sua quadra com grandes nomes do carnaval paulistano como: Acadêmicos do Tucuruvi, Leandro de Itaquera, Unidos de São Lucas, Tom Maior, Rosas de Ouro e Pérola Negra, ações estas que elevam ainda mais o prestígio e o crescimento dessa escola.
A “Tarde de chá das baianas” se tornou marcante na Vila, pois esse evento promove a integração das baianas veteranas com as novas, afinal são imprescindíveis. Outros eventos de prestígio na União da Vila são as festas de São Jorge Guerreiro, o padroeiro da escola, o Arraiá da Vila, que vem crescendo ano a ano e Zumbi dos Palmares, que comemora o dia da Consciência Negra.
A União da Vila Rio Branco é uma das escolas favoritas da cidade e frequentada por uma variedade de pessoas: famílias, jovens, estudantes, crianças, pessoas ilustres e estrangeiros, ou seja, um público bem eclético. Ainda sem perder a essência de escola de samba passou a oferecer para empresas, festas, casamentos e eventos, o “show da Vila”. Além da realização de vários projetos com entidades parceiras, como por exemplo, a TVE de Jundiaí, onde foram realizadas desde gravação de vinhetas até comentários na TV referentes ao desfile e a escolha da corte do carnaval jundiaiense. Dentre os objetivos da escola estão, por exemplo, os projetos sociais, ou seja, projetos que atendam crianças e adultos da comunidade com oficinas culturais, entre outras ideias da Diretoria da agremiação. Ainda preocupada com a inclusão social, A União da Vila traz há sete anos para o desfile uma ala com os pacientes do CAPs - Centro de Atenção Psicossocial de Jundiaí, que cuida de pessoas com deficiência mental, esta parceria é a menina dos olhos da escola.
A escola de bateria que é realizada na quadra da Vila é mais um projeto bem sucedido da agremiação, as aulas são ministradas pelo Mestre Zé Prego, tal ação é muito importante, pois de lá originam novos frutos para a bateria “Ritmo na veia” assim chamada e conhecida por todos. Para que tudo isso se concretize, o descanso de apenas três meses sempre foram e são suficientes, afinal os trabalhos precisam começar cedo, assim pode estar chovendo, fazendo frio ou calor, a equipe da escola lá está firme, desde o lançamento do enredo até o desfile oficial, ou seja, o trabalho na Vila é intenso durante o ano todo. Dentre os objetivos da escola estão, por exemplo, os projetos sociais, ou seja, projetos que atendam crianças e adultos da comunidade com oficinas culturais, entre outras ideias da Diretoria da agremiação.

## Carnavais
| Ano  |  | Colocação         | Grupo                       | Enredo | Carnavalesco                    | Ref.              |
| ---- |  | ----------------- | --------------------------- | --- | ------------------------------- | ----------------- |
| 1990 |  | Campeã            | Especial                    | A Vila dos Encantos e Magias                                                                                       | Tico                            |                   |
| 1991 |  | 3° Lugar          | Especial                    | " As minas do Rei Salomão "                                                                                        | Tico                            |                   |
| 1992 |  | 3° Lugar          | Especial                    | " Pelos caminhos do fogo chegaremos ao sol "                                                                       | Tico                            |                   |
| 1993 |  | 3° Lugar          | Especial                    | " A luz que reluz é cor "                                                                                          | Tico                            |                   |
| 1994 |  | -                 | -                           | NÃO DESFILOU | -                               |                   |
| 1995 |  | 3° Lugar          | Especial                    | " Mais Brasil que isso só dois disso "                                                                             | Tico                            |                   |
| 1996 |  | 3° Lugar          | Especial                    | " Como minha tia parece a ferrovia"                                                                                | Cesinha                         |                   |
| 1997 |  | 3° Lugar          | Especial                    | " A história se repete "                                                                                           | Cesinha e Adilson Paulinia      |                   |
| 1998 |  | Vice-Campeã       | Especial                    | " Os quatro elementos e a mão do criador "                                                                         | Tico                            |                   |
| 1999 |  | Vice-Campeã       | Especial                    | " A mulher é a história de si mesma "                                                                              | Cesinha                         |                   |
| 2000 |  | 3° Lugar          | Especial                    | " Brasil bem vindo ao futuro "                                                                                     | Cesinha                         |                   |
| 2001 |  | Campeã            | Especial                    | Tomé Zabelê, Brilha no Céu uma estrela Negra                                                                       | Serginho                        |                   |
| 2002 |  | Campeã            | Especial                    | Também, Graças a Mim, o Brasil tornou-se grande                                                                    | Cesinha                         |                   |
| 2003 |  | Campeã            | Especial                    | Há 100 Anos o Lazer é fundamental para uma vida Saudável!                                                          | Cesinha                         |                   |
| 2004 |  | Vice-campeã       | Especial                    | No reinado da folia o carnaval é a alegria                                                                         | Laércio Mattos                  |                   |
| 2005 |  | Vice-campeã       | Especial                    | O chao, o grão e o pão na mesa do cidadão                                                                          | Laercio Mattos                  |                   |
| 2006 |  | Campeã            | Especial                    | Grendacc, Dez Anos de Vida e Uma História Cheia de Alegria, Desafios e Conquistas                                  | Laércio Mattos                  |                   |
| 2007 |  | Vice-campeã       | Especial                    | Da fé a preservação, nas trilhas da Serra do Japi, uma história contada pela União                                 | Laércio Mattos,Didi e Zé Prego  |                   |
| 2008 |  | Vice-campeã       | Especial                    | No jogo da Vida, quem não arrisca, não petisca                                                                     | Laércio Mattos                  |                   |
| 2009 |  | Vice-campeã       | Especial                    | A cada gota de lágrima a raiz se fortalece. União da Vila, 20 anos de alegrias, tristezas e conquistas             | Laércio Mattos                  |                   |
| 2010 |  | Vice-campeã       | Especial                    | Deram um gato no nosso samba                                                                                       | Laércio Mattos e Vicente Pompeo |                   |
| 2011 |  | Campeã            | Especial                    | A Vila canta Impérios Africanos                                                                                    | Selma Trindade                  | [ 1 ] [ 2 ]       |
| 2012 |  | 3° lugar          | Especial                    | Abrem-se os portais porque a festa vai começar.Vem ai a vila alada ao Refogado do Sandi festejar o povo de Jundiaí | Ednei Pedro Mariano             | [ 3 ]             |
| 2013 |  | Vice-campeã       | Especial                    | De caxeiro, mascate e ambulante... O comércio faz história em Jundiaí                                              | Laércio Mattos                  | [ 4 ] [ 5 ] [ 6 ] |
| 2014 |  | 4° Lugar          | Especial                    | Vermelho é raça, é garra que corre nas veias e na nossa bandeira!                                                  | Laércio Mattos                  |                   |
| 2015 |  | Campeã            | Acesso                      | "Dando asas para além da imaginação"                                                                               | Laércio Mattos                  |                   |
| 2016 |  | 4° lugar          | Especial                    | "Nos mares da ilusão navega o meu coração"                                                                         | Laércio Mattos                  |                   |
| 2017 |  | Desfile no bairro | Não houve disputa na cidade | Reedição : "A Vila canta impérios africanos"                                                                       | Laércio Mattos                  |                   |
| 2018 |  | 3° Lugar          | Especial                    | "Entre contos e lendas... Nas rodas da vida trago as raízes da nossa cultura"                                      | Laércio Mattos                  |                   |
| 2019 |  | Campeã            | Especial                    | "Eis que uma luz brilha, Do Oriente ao Ocidente, de lá pra cá a vila celebra as civilizações"                      | Laércio Mattos                  |                   |
| 2020 |  | 3° Lugar          | Especial                    | " Somos guerreiros,somos valentes , somos VILA ! "                                                                 | Laércio Mattos                  |                   |
| 2023 |  | 3° Lugar          | Especial                    | " È preciso conhecer para amar,proteger e defender,então,vem com a Vila Amazonizar."                               | Laércio Mattos                  |                   |
| 2024 |  | 4° Lugar          | Especial                    | "Vem ser criança outra vez"                                                                                        | Laércio Mattos                  |                   |

## Rainhas de bateria
- 2009 - Jaqueline Ferreira
- 2010 - Alessandra Cristina Giroto Rodrigues
- 2012 - Juliana Gabriel
- 2013 - Caroline Mello
- 2014 - Agnes Lima
- 2016- Jessica Tamires
- 2020 - Gabriela Veluma
- 2023 - Tauana Casemiro